# Sara van Baalbergen
Sara van Baalbergen (Haarlem, 1607 - na 1638) was een Nederlandse kunstschilderes uit de Gouden Eeuw. Ze was lid van het Sint-Lucasgilde te Haarlem en trouwde in 1634 met de schilder Barend van Eijsen.
Tot op heden zijn er geen werken van haar bekend.
- Biografisch Portaal: 00433529
- International Standard Name Identifier: 0000 0004 5801 8166
- Library of Congress Control Number: n2015056880
- Nationale Bibliotheek van Israël: 987007341606105171
- RKD-Nederlands Instituut voor Kunstgeschiedenis: 415986
- Virtual International Authority File: 73144648444194813410
- WorldCat: E39PBJjHdpfJRrywjc63RWQcyd